# Xinwo (köpinghuvudort i Kina, Zhejiang Sheng, lat 28,95, long 120,37)
Xinwo (kinesiska: 新渥, 新渥镇) är en köpinghuvudort i Kina. Den ligger i provinsen Zhejiang, i den östra delen av landet, omkring 150 kilometer söder om provinshuvudstaden Hangzhou. Antalet invånare är 12 948. Befolkningen består av 6 445 kvinnor och 6 503 män. Barn under 15 år utgör 17,0 %, vuxna 15-64 år 69 %, och äldre över 65 år 13,0 %.
Runt Xinwo är det ganska tätbefolkat, med 166 invånare per kvadratkilometer. Närmaste större samhälle är Qianxiang, 12,0 km nordväst om Xinwo. I omgivningarna runt Xinwo växer i huvudsak blandskog.
Genomsnittlig årsnederbörd är 2 368 millimeter. Den regnigaste månaden är juni, med i genomsnitt 417 mm nederbörd, och den torraste är januari, med 69 mm nederbörd.